# Gerold Breški
Gerold Breški († 7. december 1333 v Brežah) je bil Krški škof.

## Poreklo
Gerold Breški se je rodil na salzburškem gospostvu Brežah, na severnem Koroškem. Pripadal je duhovščini in študiral na univerzi v Bologni. V pisnih virih se prvič omenja aprila 1307, ko je služboval kot vicedom v Salzburgu. Od leta 1314 do 1326 je bil prošt v farni cerkvi sv. Jerneja,v Brežah, v svojem rojstnem kraju in je veliko prispeval k njeni širitvi.

## Življenje in delo
Leta 1326 je bil imenovan za škofa v Krki, pri čemer mu je morda veliko pomagalo zaupanje njegovega fevdnega gospoda, salzburškega nadškofa. 4. aprila 1326 je bil v listini prvič imenovan kot škof, namesto izpraznjenega mesta po smrti njegovega predhodnika Henrika III. Tako je bilo škofovsko mesto verjetno izpraznjeno le slaba dva meseca.
S škofom Geroldom se je na vrh škofije povzpel mož, ki je s svojim odličnim gospodarskim vodenjem v zelo kratkem času spravil v red razsuto škofijsko posvetno gospostvo. Najprej je odkupil posesti, ki so bile odtujene krški cerkvi preko zastav.. Izkazal se je tudi kot graditelj in pod njegovim vladanjem je škofovska rezidenca v Štrosburgu dobila zgradbo, ki se je ohranila vse do danes. Ustanovil je tudi strasburško kolegialno cerkev svetega Nikolaja in bolnišnico Svetega Duha za uboge.
Škof Gerold je umrl 7. decembra 1333 v svojem rojstnem kraju in bil tam pokopan v koru farne cerkve sv. Jerneja, ki jo je dal zgraditi. Kljub kratkemu vladanju velja za eno najvidnejših osebnosti med krškimi škofi.